# Parafia Świętych Apostołów Piotra i Pawła w Zastawnej
Parafia Świętych Apostołów Piotra i Pawła w Zastawnej – parafia rzymskokatolicka terytorialnie i administracyjnie znajdująca się w archidiecezji lwowskiej, w dekanacie Czerniowce. W parafii posługują księża archidiecezjalni. Według stanu na marzec 2024 proboszczem parafii Matki Bożej Królowej Polski w Kocmaniu, którego probostwo w Zastawnej wynika z zasad przynależności posługi. 